# Emmanuelle Seigner
Emmanuelle Seigner (født 22. juni 1966) er en fransk skuespiller og sanger. Hun er kendt for sine roller i The Diving Bell and the Butterfly (2007), The Ninth Gate (1999) og Frantic (1988). Hun er bliver nomineret til en César Award for Best Actress for Venus in Fur (2013), og to César Awards for Best Supporting Actress i Place Vendôme (1998) og La Vie en Rose (2007).
Hun har været gift med den polske filmdirektør Roman Polanski siden 1989. Sammen har de to børn, inklusive skuespilleren Morgane. Hun og Polanski bor i Paris.

## Udvalgt filmografi
| År   | Titel                             | Rolle                                | Instruktør                | Noter |
| ---- | --------------------------------- | ------------------------------------ | ------------------------- | --- |
| 1985 | Détective                         | Princess of the Bahamas              | Jean-Luc Godard           | |
| 1986 | Cours privé                       | Zanon                                | Pierre Granier-Deferre    | |
| 1988 | Frantic                           | Michelle                             | Roman Polanski            | |
| 1990 | Dark Illness                      | The Girl                             | Mario Monicelli           | |
| 1992 | Bitter Moon                       | Micheline "Mimi" Bouvier             | Roman Polanski (2)        | |
| 1994 | Le Sourire                        | Odile                                | Claude Miller             | |
| 1996 | Let's Hope it Lasts               | Julie Neyrac                         | Michel Thibaud            | |
| 1997 | Nirvana                           | Lisa                                 | Gabriele Salvatores       | |
| 1997 | La divine poursuite               | Bobbi                                | Michel Deville            | |
| 1998 | RPM                               | Michelle Claire                      | Ian Sharp                 | |
| 1998 | Place Vendôme                     | Nathalie                             | Nicole Garcia             | Nomineret – César Award for Best Supporting Actress |
| 1999 | The Ninth Gate                    | The Girl                             | Roman Polanski (3)        | |
| 1999 | Buddy Boy                         | Gloria                               | Mark Hanlon               | |
| 2001 | Laguna                            | Thelma Pianon                        | Dennis Berry              | |
| 2001 | Witches to the North              | Lucilla                              | Giovanni Veronesi         | |
| 2003 | Corps à corps                     | Laura Bartelli                       | François Hanss            | |
| 2003 | Os Imortais                       | Madeleine Durand                     | António-Pedro Vasconcelos | |
| 2004 | Happily Ever After                | Nathalie                             | Yvan Attal                | |
| 2004 | Sans toi                          | Armelle                              | Liria Bégéja              | Short |
| 2005 | Backstage                         | Lauren Waks                          | Emmanuelle Bercot         | |
| 2007 | La Vie en rose                    | Titine                               | Olivier Dahan             | Nomineret – Satellite Award for Best Supporting Actress – Motion Picture |
| 2007 | The Diving Bell and the Butterfly | Céline Desmoulins                    | Julian Schnabel           | |
| 2007 | Four Last Songs                   | Helena                               | Francesca Joseph          | |
| 2009 | Giallo                            | Linda                                | Dario Argento             | |
| 2009 | Change of Plans                   | Sarah Mattei                         | Danièle Thompson          | |
| 2010 | Essential Killing                 | Margaret                             | Jerzy Skolimowski         | |
| 2010 | Chicas                            | Nuria                                | Yasmina Reza              | |
| 2012 | A Few Hours of Spring             | Clémence                             | Stéphane Brizé            | |
| 2012 | Dans la Maison                    | Esther Artole                        | François Ozon             | |
| 2012 | The Man Who Laughs                | Duchess Josiane                      | Jean-Pierre Améris        | |
| 2013 | Venus in Fur                      | Vanda Jourdain                       | Roman Polanski (4)        | International Cinephile Society Award – Best Actress Nomineret – César Award for Best Actress Nomineret – Globes de Cristal Award for Best Actress Nomineret – Lumières Award for Best Actress |
| 2013 | Croire                            | Isabelle                             | Nicolas Cazalé            | Short |
| 2016 | Heal the Living                   | Marianne                             | Katell Quillévéré         | |
| 2016 | Le divan de Staline               | Lidia                                | Fanny Ardant              | |
| 2016 | The Siege of Jadotville           | Madame LaFontagne                    | Richie Smyth              | |
| 2017 | Based on a True Story             | Delphine                             | Roman Polanski (5)        | |
| 2018 | At Eternity's Gate                | The Woman from Arles / Madame Ginoux | Julian Schnabel (2)       | |
| 2019 | An Officer and a Spy              | Pauline Monnier                      | Roman Polanski (6)        | |
| 2023 | Pet Shop Days                     | Diana                                | Olmo Schnabel             | |

## Diskografi

### Studiealbums
- Ultra Orange & Emmanuelle (2007) Sony
- Dingue (2010)
- Distant Lover (2014)
- Diabolique (as L'épée) (2019) (med Anton Newcombe & The Limiñanas)

### Singler
- "Les Mots Simples" (2008) (med Brett Anderson)